# Індійці в Сінгапурі
Індійці в Сінгапурі — жителі Сінгапуру південно-азійського походження. Складають 9% населення країни, що робить їх третьою за величиною етнічною групою після китайців та малайців в Сінгапурі.
Контакт з древньої Індії залишив глибокий вплив на корінну для Сінгапуру малайську культуру, однак масова міграція індійців на острів почалася з заснування сучасного Сінгапуру британцями в 1819 році. Спочатку індійське населення складали переважно молоді чоловіки, які прибували як робітники, солдати та ув'язнені. До середини 20-го століття з'явилася стала спільнота, з більш збалансованим гендерним співвідношенням. 
Індійське населення Сінгапуру відрізняється сильним класовим розшаруванням, як з великою кількістю еліти, так і груп з низькими доходами. Це стало більш помітним, коли у 1990-х з припливом як добре освічених, так і некваліфікованих мігрантів з Індії, почали існувати нові протиріччя. 
Сінгапурські індійці відрізняються лінгвістичною та релігійною різноманітністю, однак етнічні таміли формують більшість. 
Видатні індійські особи вже давно залишили слід в Сінгапурі як лідери в різних галузях національного життя. Індійці також колективно добре представлені в таких областях, як політика, освіта, дипломатія та законодавство.

## Демографія

### Мови

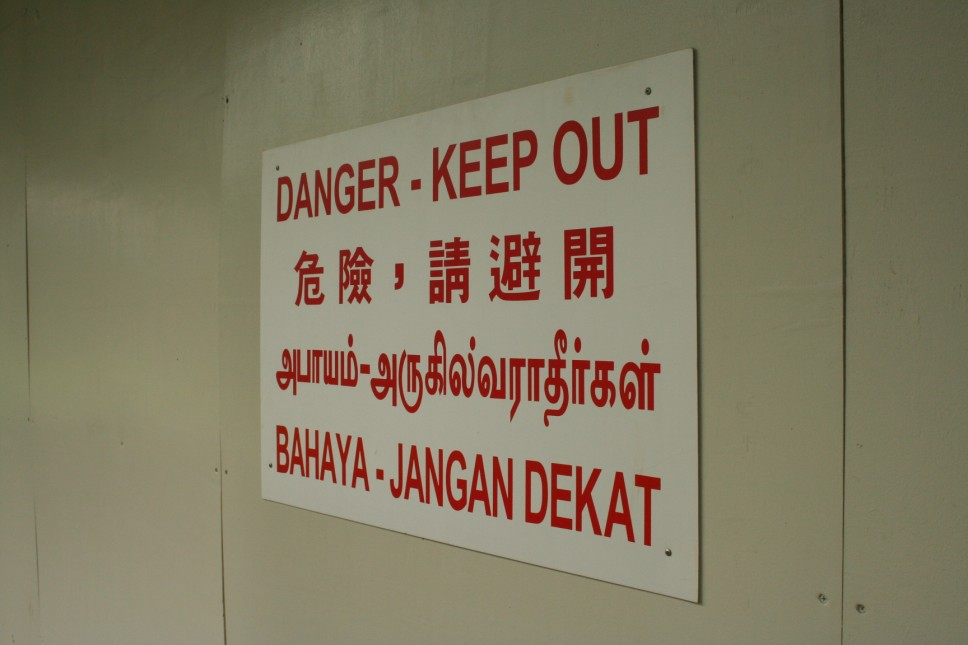
Застереженна на будівельному майданчику на чотирьох офіційних мовах Сінгапуру: англійською, китайською (в традиційній писемності), тамільською та малайською.

Офіційними мовами Сінгапуру є англійська, малайська, китайська (путунхуа) і тамільська. Національною мовою Сінгапуру є малайська з історичних причин, і вона використовується в національному гімні "Majulah Singapura».
Етнічні таміли складають 58% індійського населення Сінгапуру. Меншини індійської групи включають малаялі, телугу, пенджабці, синдці, гуджаратці, маратхі і гінді-мовні особи, серед інших. З точки зору фактичного щоденного використання мови, 39% індійців говорять головним чином англійською вдома, і приблизно стільки ж тамільську. Решта говорять або малайською (11%), або іншими мовами, у тому числі іншими індійськими мовами (11%).
| Мова        | Кількість | Відсоток |
| ----------- | --------- | -------- |
| Тамільська  | 150 184   | 58.25%   |
| Малаялам    | 21 736    | 8.43%    |
| Пенджабська | 17 899    | 6.9%     |

### Релігія

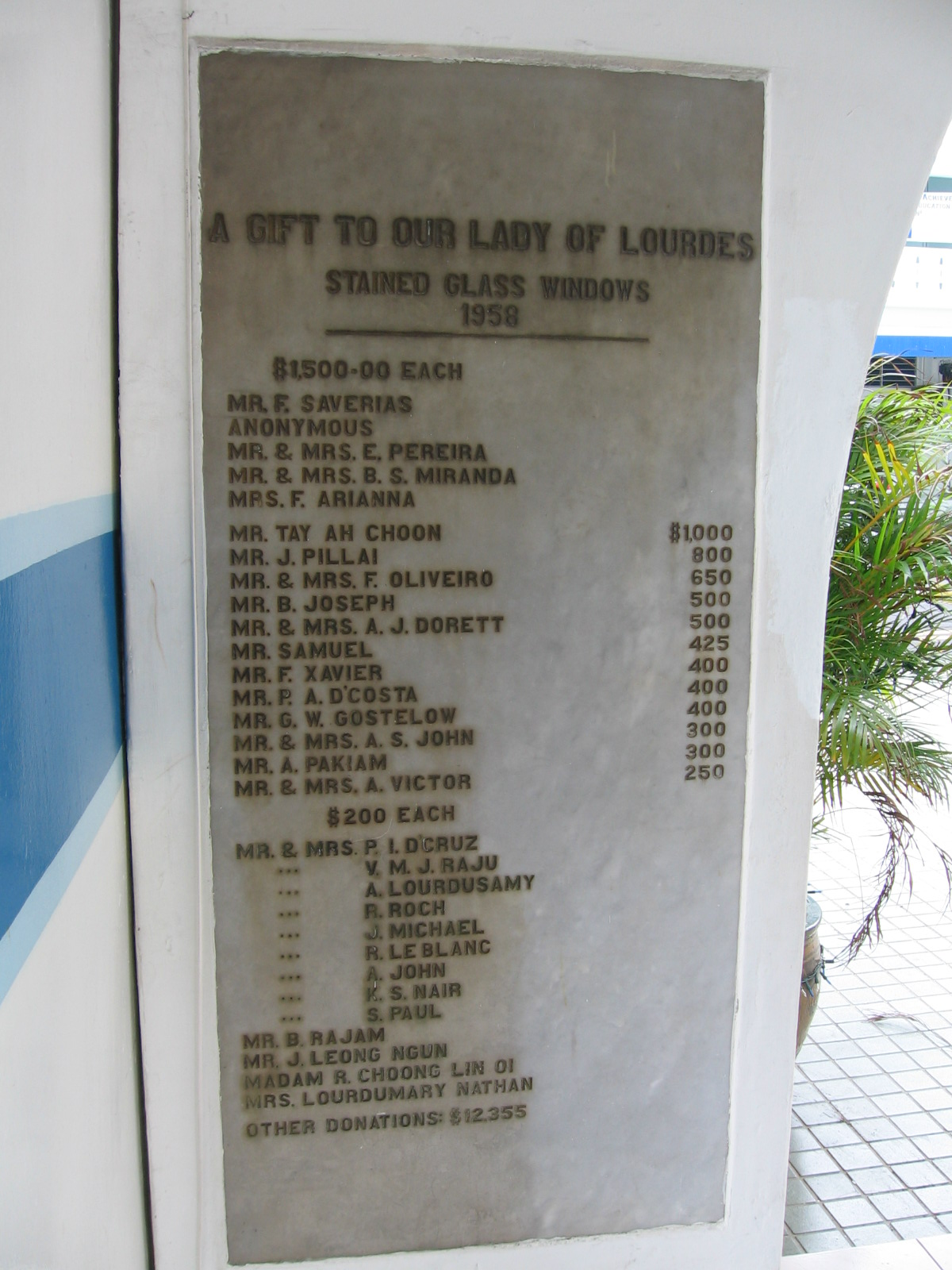
Дошка в Церкві Лурдської Богоматері, найстарішій тамільській церкві Сінгапуру, яка перераховує основних індійських спонсорів.

У відповідності до перепису 2000 року, 179 187 індійців Сінгапуру у віці 15 років та старше належали до таких релігійних груп: 
| Релігія       | Кількість | Відсоток |
| ------------- | --------- | -------- |
| Індуїзм       | 99 328    | 55.4%    |
| Іслам         | 45 927    | 25.6%    |
| Християнство  | 21 702    | 12.1%    |
| Сикхізм       | 9 626     | 5.4%     |
| Буддизм       | 1 166     | 0.7%     |
| Немає релігії | 987       | 0.6%     |
| Інші релігії  | 453       | 0.3%     |